# Schweizer Archiv für Neurologie und Psychiatrie
Schweizer Archiv für Neurologie und Psychiatrie – szwajcarskie czasopismo medyczne, poświęcone zagadnieniom neurologii i psychiatrii, założone w 1917 roku. W pierwszym komitecie redakcyjnym czasopisma byli Constantin von Monakow, Paul Dubois, R. Weber, B. Manzoni i Hans Wolfgang Maier. Od początku było oficjalnym czasopismem Szwajcarskiego Towarzystwa Neurologicznego i Szwajcarskiego Stowarzyszenia Psychiatrycznego.
Pierwszym redaktorem naczelnym był Monakow, po jego śmierci w 1930 roku redaktorami zostali Mieczysław Minkowski i Robert Bing. W 1959 redaktorem naczelnym został neurochirurg Hugo Krayenbühl.